# Natation aux Jeux olympiques de la jeunesse de 2018
Navigation
Édition précédente Édition suivante
Les épreuves de natation aux Jeux olympiques de la jeunesse de 2018 ont lieu dans le Parc olympique de la jeunesse de Buenos Aires, en Argentine, du 7 au 12 octobre 2018.

## Qualification
- Système de qualification

## Résultat

### Garçons
| Épreuves               | Or                                                                                            | Argent | Bronze                                                                                |
| ---------------------- | --------------------------------------------------------------------------------------------- | --- | ------------------------------------------------------------------------------------- |
| Nage libre             |                                                                                               | |                                                                                       |
| 50 m                   | Thomas Ceccon 22 s 33                                                                         | Daniil Markov 22 s 37 | Sameh Abdelrahman 22 s 43                                                             |
| 100 m                  | Andreï Minakov 49 s 23                                                                        | Jakub Kraska 49 s 26 | Robin Hanson 49 s 52                                                                  |
| 200 m                  | Kristóf Milák 1 min 47 s 73                                                                   | Robin Hanson 1 min 48 s 14                                                                                                | Denis Loktev 1 min 48 s 53                                                            |
| 400 m                  | Kristóf Milák 3 min 48 s 08                                                                   | Marco De Tullio 3 min 48 s 55                                                                                             | Keisuke Yoshida 3 min 48 s 68                                                         |
| 800 m                  | Nguyễn Huy Hoàng 7 min 50 s 20 (NR)                                                           | Keisuke Yoshida 7 min 53 s 85                                                                                             | Marco De Tullio 7 min 55 s 81                                                         |
| Papillon               |                                                                                               | |                                                                                       |
| 50 m                   | Andreï Minakov 23 s 62                                                                        | Tomoe Hvas 23 s 63 Daniil Markov 23 s 63                                                                                  | non attribuée                                                                         |
| 100 m                  | Andreï Minakov 51 s 12                                                                        | Kristóf Milák 51 s 50 | Federico Burdisso 52 s 42                                                             |
| 200 m                  | Kristóf Milák 1 min 54 s 89                                                                   | Denys Kesil 1 min 55 s 89                                                                                                 | Federico Burdisso 1 min 57 s 16                                                       |
| Dos                    |                                                                                               | |                                                                                       |
| 50 m                   | Kliment Kolesnikov 24 s 40 WJ                                                                 | Thomas Ceccon 25 s 27 | Tomoe Hvas 25 s 28                                                                    |
| 100 m                  | Kliment Kolesnikov 53 s 26                                                                    | Daniel Cristian Martin 53 s 59                                                                                            | Thomas Ceccon 53 s 65                                                                 |
| 200 m                  | Kliment Kolesnikov 1 min 56 s 14                                                              | Daniel Cristian Martin 1 min 58 s 20                                                                                      | Manuel Martos Bacarizo 1 min 59 s 37                                                  |
| Brasse                 |                                                                                               | |                                                                                       |
| 50 m                   | Michael Houlie 27 s 51                                                                        | Sun Jiajun 27 s 85 | Alexander Milanovich 27 s 87                                                          |
| 100 m                  | Sun Jiajun 1 min 0 s 59                                                                       | Denis Petrashov 1 min 1 s 34                                                                                              | Taku Taniguchi 1 min 1 s 40                                                           |
| 200 m                  | Yu Hanaguruma 2 min 11 s 63                                                                   | Savvas Thomoglou 2 min 13 s 62                                                                                            | Jan Kałusowski 2 min 13 s 72                                                          |
| Quatre nages           |                                                                                               | |                                                                                       |
| 200 m                  | Tomoe Hvas 1 min 59 s 58                                                                      | Thomas Ceccon 2 min 1 s 29                                                                                                | Finlay Knox 2 min 1 s 91                                                              |
| Relais                 |                                                                                               | |                                                                                       |
| 4 × 100 m nage libre   | Russie Kliment Kolesnikov Daniil Markov Vladislav Gerasimenko Andreï Minakov 3 min 18 s 11    | Brésil Murilo Setin Sartori Lucas Martins Costa Peixoto André Luiz Calvelo de Souza Vitor Pinheiro de Souza 3 min 20 s 99 | Italie Federico Burdisso Thomas Ceccon Marco De Tullio Johannes Calloni 3 min 22 s 01 |
| 4 × 100 m quatre nages | Russie Kliment Kolesnikov Vladislav Gerasimenko Andreï Minakov Daniil Markov 3 min 35 s 17 WJ | Chine Wang Guanbin Sun Jiajun Shen Jiahao Hong Jinquan 3 min 38 s 65                                                      | Pologne Jakub Kraska Jan Kałusowski Jakub Majerski Bartlomiej Koziejko 3 min 41 s 51  |

### Filles
| Épreuves               | Or                                                                                         | Argent | Bronze                                                                                    |
| ---------------------- | ------------------------------------------------------------------------------------------ | --- | ----------------------------------------------------------------------------------------- |
| Nage libre             |                                                                                            | |                                                                                           |
| 50 m                   | Barbora Seemanová 25 s 14                                                                  | Mayuka Yamamoto 25 s 39                                                                                              | Yang Junxuan 25 s 47 Neža Klančar 25 s 47                                                 |
| 100 m                  | Barbora Seemanová 54 s 19                                                                  | Yang Junxuan 54 s 43                                                                                                 | Neža Klančar 54 s 55                                                                      |
| 200 m                  | Ajna Késely 1 min 57 s 88                                                                  | Yang Junxuan 1 min 58 s 05                                                                                           | Barbora Seemanová 1 min 58 s 25                                                           |
| 400 m                  | Ajna Késely 4 min 7 s 14                                                                   | Delfina Pignatiello 4 min 10 s 40                                                                                    | Marlene Kahler 4 min 12 s 48                                                              |
| 800 m                  | Ajna Késely 8 min 27 s 60                                                                  | Delfina Pignatiello 8 min 32 s 42                                                                                    | Marlene Kahler 8 min 36 s 57                                                              |
| Papillon               |                                                                                            | |                                                                                           |
| 50 m                   | Sara Junevik 26 s 40                                                                       | Anastasiya Shkurdai 26 s 62                                                                                          | Polina Egorova 26 s 68 Angelina Köhler 26 s 68                                            |
| 100 m                  | Polina Egorova 59 s 22                                                                     | Angelina Köhler 59 s 44                                                                                              | Anastasiya Shkurdai 59 s 76                                                               |
| 200 m                  | Blanka Berecz 2 min 10 s 37                                                                | Dune Coetzee 2 min 11 s 71                                                                                           | Michaela Ryan 2 min 13 s 12                                                               |
| Dos                    |                                                                                            | |                                                                                           |
| 50 m                   | Kaylee McKeown 28 s 28                                                                     | Daria Vaskina 28 s 38                                                                                                | Lila Touili 28 s 78                                                                       |
| 100 m                  | Daria Vaskina 1 min 0 s 45                                                                 | Kaylee McKeown 1 min 0 s 58                                                                                          | Rhyan White 1 min 0 s 60                                                                  |
| 200 m                  | Tatiana Salcuțan 2 min 10 s 13                                                             | Madison Broad 2 min 10 s 32                                                                                          | Kaylee McKeown 2 min 10 s 67                                                              |
| Brasse                 |                                                                                            | |                                                                                           |
| 50 m                   | Agnė Šeleikaitė 31 s 37                                                                    | Chelsea Hodges 31 s 42                                                                                               | Tina Čelik 31 s 75                                                                        |
| 100 m                  | Anastasia Makarova 1 min 7 s 88                                                            | Niamh Coyne 1 min 8 s 90                                                                                             | Kotryna Teterevkova 1 min 8 s 95                                                          |
| 200 m                  | Shiori Asaba 2 min 26 s 80                                                                 | Kotryna Teterevkova 2 min 28 s 18                                                                                    | Wang Hee-song 2 min 28 s 83                                                               |
| Quatre nages           |                                                                                            | |                                                                                           |
| 200 m                  | Anastasia Gorbenko 2 min 12 s 88                                                           | Anja Crevar 2 min 13 s 98                                                                                            | Cyrielle Duhamel 2 min 14 s 15                                                            |
| Relais                 |                                                                                            | |                                                                                           |
| 4 × 100 m nage libre   | Russie Elizaveta Klevanovich Anastasia Makarova Daria Vaskina Polina Egorova 3 min 45 s 26 | Brésil Rafaela Trevisan Raurich Ana Carolina Vieira Maria Luiza de Carvalho Pessanha Fernanda de Goeij 3 min 47 s 20 | Japon Miku Kojima Mayuka Yamamoto Ikemoto Nagisa Shiori Asaba 3 min 49 s 27               |
| 4 × 100 m quatre nages | Chine Peng Xuwei Zheng Muyan Lin Xintong Yang Junxuan 4 min 5 s 18                         | Australie Kaylee McKeown Chelsea Hodges Michaela Ryan Abbey Webb 4 min 5 s 46                                        | Russie Daria Vaskina Anastasia Makarova Polina Egorova Elizaveta Klevanovich 4 min 6 s 07 |

### Mixte
| Épreuves               | Or | Argent | Bronze                                                                                          |
| ---------------------- | --- | --- | ----------------------------------------------------------------------------------------------- |
| Relais Mixte           | | |                                                                                                 |
| 4 × 100 m nage libre   | Russie Kliment Kolesnikov Andreï Minakov Polina Egorova Elizaveta Klevanovich 3 min 28 s 50 Vladislav Gerasimenko Anastasia Makarova Daniil Markov Daria Vaskina | Brésil Lucas Martins Costa Peixoto Ana Carolina Vieira André Luiz Calvelo de Souza Rafaela Trevisan Raurich 3 min 30 s 13                          | Chine Shen Jiahao Hong Jinquan Lin Xintong Yang Junxuan 3 min 30 s 45                           |
| 4 × 100 m quatre nages | Chine Wang Guanbin Sun Jiajun Lin Xintong Yang Junxuan 3 min 49 s 79 Hong Jinquan Peng Xuwei                                                                     | Russie Polina Egorova Anastasia Makarova Andreï Minakov Kliment Kolesnikov 3 min 51 s 46 Vladislav Gerasimenko Elizaveta Klevanovich Daniil Markov | Japon Miku Kojima Taku Taniguchi Shinnosuke Ishikawa Ikemoto Nagisa 3 min 51 s 74 Yu Hanaguruma |

## Tableau des médailles
| Rang  | Nation             | Or | Argent | Bronze | Total |
| ----- | ------------------ | -- | ------ | ------ | ----- |
| 1     | Russie             | 13 | 3      | 3      | 19    |
| 2     | Hongrie            | 7  | 1      | 0      | 8     |
| 3     | Chine              | 3  | 4      | 2      | 9     |
| 4     | Japon              | 2  | 2      | 4      | 8     |
| 5     | République tchèque | 2  | 0      | 1      | 3     |
| 6     | Italie             | 1  | 3      | 5      | 9     |
| 7     | Australie          | 1  | 3      | 2      | 6     |
| 8     | Lituanie           | 1  | 1      | 1      | 3     |
| 8     | Norvège            | 1  | 1      | 1      | 3     |
| 8     | Suède              | 1  | 1      | 1      | 3     |
| 11    | Afrique du Sud     | 1  | 1      | 0      | 2     |
| 12    | Israël             | 1  | 0      | 1      | 2     |
| 13    | Moldavie           | 1  | 0      | 0      | 1     |
| 13    | Viêt Nam           | 1  | 0      | 0      | 1     |
| 15    | Brésil             | 0  | 3      | 0      | 3     |
| 16    | Argentine          | 0  | 2      | 0      | 2     |
| 16    | Roumanie           | 0  | 2      | 0      | 2     |
| 18    | Canada             | 0  | 1      | 2      | 3     |
| 18    | Pologne            | 0  | 1      | 2      | 3     |
| 20    | Biélorussie        | 0  | 1      | 1      | 2     |
| 20    | Allemagne          | 0  | 1      | 1      | 2     |
| 22    | Grèce              | 0  | 1      | 0      | 1     |
| 22    | Irlande            | 0  | 1      | 0      | 1     |
| 22    | Kirghizistan       | 0  | 1      | 0      | 1     |
| 22    | Serbie             | 0  | 1      | 0      | 1     |
| 22    | Ukraine            | 0  | 1      | 0      | 1     |
| 27    | Slovénie           | 0  | 0      | 3      | 3     |
| 28    | France             | 0  | 0      | 2      | 2     |
| 28    | Autriche           | 0  | 0      | 2      | 2     |
| 30    | Égypte             | 0  | 0      | 1      | 1     |
| 30    | Corée du Sud       | 0  | 0      | 1      | 1     |
| 30    | Espagne            | 0  | 0      | 1      | 1     |
| 30    | États-Unis         | 0  | 0      | 1      | 1     |
| Total | Total              | 36 | 36     | 38     | 110   |